# Ernesto Ferreira de Macedo
Ernesto António Luís Ferreira de Macedo OA • ComA foi um administrador colonial português.

## Biografia
Brigadeiro, exerceu o cargo de Alto Comissário e de Governador-Geral Interino da Estado de Angola entre 2 de Agosto de 1975 e 26 de Agosto do mesmo ano, tendo sido antecedido por António Silva Cardoso e sucedido por Leonel Cardoso.

### Condecorações
- Oficial da Ordem Militar de Avis de Portugal (28 de Dezembro de 1953)[4]
- Comendador da Ordem Militar de Avis de Portugal (4 de Janeiro de 1961)[4]
- Oficial da Ordem do Mérito Militar do Brasil (15 de Dezembro de 1965)[5]
- Medalha do Pacificador do Brasil (4 de Janeiro de 1974)[5]